# شالوم علیخم
شالوم علیخم یا شلوم علیخم (عبری: שָׁלוֹם עֲלֵיכֶם‎ shālôm ʻalêḵem; به ییدیش: שלום־עליכם sholem aleykhem) سلامی عبری، است به معنی"درود بر شما" . پاسخ آن علیخم شلوم است. به ییدیش: עליכם־שלום , ".
این شیوه سلام در بین یهودیان جهان متداول است. پسا توراتی است و ۶ بار در تلمود بیشتر ذکر نشده‌است.

## دیگر زبانها
زبانهای دیگر هم مشابه آن را دارند. گونه زبان عربی که توسط مسلمانان در همه جهان استفاده می‌شود: (السلام علیکم) as-salāmu ʿalaykum.